# Wilhelm Joseph von Wasielewski
Wilhelm Joseph von Wasielewski, född 17 juni 1822 i Grossleesen nära Danzig, död 13 december 1896 i Sondershausen, var en tysk musikhistoriker.
Efter studier vid musikkonservatoriet i Leipzig och för Ferdinand David var von Wasielewski violinist i Gewandhaus i Leipzig och medarbetare i flera tidningar, tills han av Robert Schumann kallades till konsertmästare i Düsseldorf 1850. Därefter verkade han som dirigent i Bonn 1852–55 och 1869–84, men arbetade för övrigt huvudsakligen som musikhistoriker i en serie monografier, bland vilka Robert Schumann (1858; fjärde upplagan 1906), Die Violine und ihre Meister (1869; femte upplagan 1910) samt Geschichte der Instrumentalmusik im 16. Jahrhundert (1878) är de yppersta. För övrigt märks Ludwig van Beethoven (två band, 1888), Das Violoncell und seine Geschichte (1889; andra upplagan 1911), Carl Reinecke (1892) och Aus siebzig Jahren: Lebenserinnerungen (1897).